# Lœtitia Moussard
Lœtitia Moussard, née le 2 juillet 1971 à Toulouse, est une ancienne joueuse française de basket-ball, évoluant au poste de pivot.

## Club
- 1987-1995 :  BAC Mirande
- 1995-1997 :  Valenciennes-Orchies
- 1997-1998 :  Tarbes GB
- 1998-2001 :  CJM Bourges Basket
- 2001-2004 :  Lattes-Montpellier
- 2004-2006 :  Le Temple-sur-Lot (NF1)

## Palmarès

### Club
- Vainqueur de l’Euroligue 2001
- Finaliste de l’Euroligue 2000
- Championne de France 1999, 2000 avec Bourges
- Championne de France 1988, 1989, 1990 avec Mirande
- Finaliste du championnat de France 1991 avec Mirande, 1996 et 1997 avec Valenciennes et 2001avec Bourges
- Vainqueur de la Coupe de France en 1998
- Vainqueur du Tournoi de la Fédération en 1997, 1998, 2000, 2001.

### Sélection nationale
- Jeux olympiques
  - 5e des Jeux olympiques 2000 à Sydney,  Australie
- Championnat du monde
  - 8e du Championnat du monde 2002,  Chine
  - 9e du Championnat du monde 1994 à Sydney,  Australie
- Championnat d’Europe
  -  Championne d’Europe 2001 en France
  -  médaille d’argent du Championnat d’Europe 1999 en Pologne
  -  médaille d’argent du Championnat d’Europe 1993 en Italie
  -  médaille d’argent des Jeux Méditerranéens de basket-ball féminin 1991 en Grèce
  -  médaille de bronze des Jeux Méditerranéens de basket-ball féminin 1993 en France
- Autres 
  - internationale française à 198 reprises.
  - Première sélection en Équipe de France le 27 décembre 1989 à Tel Aviv contre Israël
- Dernière sélection le 25 septembre 2002 à Nankin contre le Brésil
- Cheffe de délégation sur les EDF jeunes (Championnat Monde ou Europe) depuis 2012

### Distinction personnelle
Meilleure joueuse du Championnat de France 1992/1993
Trophée d'Honneur LFB 2005